# Columna López-Tienda
La Columna López-Tienda, también conocida como columna «Libertad», fue una unidad de milicias que operó al comienzo de la Guerra civil española.

## Historia
Fue creada poco después del estallido de la Guerra civil, estando formada por miembros del PSUC y la UGT. La columna estuvo mandada por el capitán de ingenieros Rafael López-Tienda, mientras que Virgilio Llanos Manteca fue comisario político de la misma. En agosto de 1936 llegó a formar parte de la expedición del capitán Alberto Bayo que desembarcó en Mallorca. Acabaría regresando a la península, y el 10 de septiembre se incorporó al frente de Madrid. Sin embargo, la unidad tuvo una actuación poco gloriosa en el frente de Madrid. El jefe de la columna, López-Tienda, murió en el otoño de 1936 durante los combates de Madrid.
El mando de la columna pasaría al capitán Eduardo Martín González, contando para entonces con unos 1960 hombres.